# Lista U-Bootów zatopionych przez alianckie okręty podwodne podczas II wojny światowej
Spośród około 300 niemieckich U-Bootów zatopionych podczas II wojny światowej przez alianckie okręty (uwzględniając zniszczone podczas współdziałania z lotnictwem) 22 (ok. 7%) padło ofiarą okrętów podwodnych przeciwnika. Niektóre z zatopień były wynikiem przypadkowego spotkania na morzu, inne – efektem zaplanowanych operacji, przeprowadzonych na podstawie rozszyfrowanych przez brytyjską Ultrę bądź amerykański Magic danych z nasłuchu radiowego. Szczególną uwagę zwraca zatopienie U-864 przez HMS „Venturer” – jedyne w historii znane zatopienie zanurzonego okrętu podwodnego przez inną zanurzoną jednostkę tej samej klasy.
| U-Boot | Data zatopienia          | Dowódca                                    | Typ    | Sprawca zatopienia   | Miejsce zatopienia | Liczba ofiar        | Uwagi | Źródła               |
| ------ | ------------------------ | ------------------------------------------ | ------ | -------------------- | ------------------ | ------------------- | --- | -------------------- |
| U-36   | 4 grudnia 1939(dts)      | Wilhelm Fröhlich, Korvettenkapitän         | VIIA   | HMS „Salmon”         | Morze Północne     | 40 (brak ocalałych) | | [ 1 ] [ 2 ]          |
| U-51   | 20 sierpnia 1940(dts)    | Dietrich Knorr, Kapitänleutnant            | VIIB   | HMS „Cachalot”       | Zatoka Biskajska   | 43 (brak ocalałych) | | [ 3 ] [ 4 ] [ 5 ]    |
| U-63   | 25 lutego 1940(dts)      | Günther Lorentz, Kapitänleutnant           | IIC    | HMS „Narwhal”        | Morze Północne     | 1 (24 ocalałych)    | HMS „Narwhal” zaobserwował U-Boota, który następnie został zniszczony przez jednostki nawodne                                | [ 6 ] [ 7 ]          |
| U-95   | 28 listopada 1941(dts)   | Gerd Schreiber, Kapitänleutnant            | VIIC   | Hr.Ms. O 21          | Morze Śródziemne   | 35 (12 ocalałych)   | | [ 8 ] [ 9 ] [ 10 ]   |
| U-144  | 10 sierpnia 1941(dts)    | Gert von Mittelstaedt, Kapitänleutnant     | IID    | Szcz-307             | Zatoka Fińska      | 28 (brak ocalałych) | | [ 11 ] [ 12 ] [ 13 ] |
| U-168  | 6 października 1944(dts) | Helmuth Pich, Kapitänleutnant              | IXC/40 | Hr.Ms. „Zwaardvisch” | Morze Jawajskie    | 23 (27 ocalałych)   | | [ 14 ] [ 15 ] [ 16 ] |
| U-183  | 23 kwietnia 1945(dts)    | Fritz Schneewind, Kapitänleutnant          | IXC/40 | USS „Besugo”         | Morze Jawajskie    | 54 (1 ocalały)      | | [ 17 ] [ 15 ] [ 18 ] |
| U-301  | 21 stycznia 1943(dts)    | Willy-Roderich Körner, Kapitänleutnant     | VIIC   | HMS „Sahib”          | Morze Śródziemne   | 45 (1 ocalały)      | | [ 19 ] [ 20 ] [ 21 ] |
| U-303  | 21 maja 1943(dts)        | Karl-Franz Heine, Kapitänleutnant          | VIIC   | HMS „Sickle”         | Morze Śródziemne   | 20 (28 ocalałych)   | Zatopiony podczas prób morskich po remoncie; Heine objął później dowództwo U-403                                             | [ 22 ] [ 23 ] [ 24 ] |
| U-308  | 4 czerwca 1943(dts)      | Karl Mühlenpfordt, Oberleutnant zur See    | VIIC   | HMS „Truculent”      | Morze Norweskie    | 44 (brak ocalałych) | | [ 25 ] [ 26 ] [ 27 ] |
| U-335  | 3 sierpnia 1942(dts)     | Hans-Hermann Pelkner, Kapitänleutnant      | VIIC   | HMS „Saracen”        | Morze Północne     | 43 (1 ocalały)      | | [ 28 ] [ 29 ] [ 30 ] |
| U-374  | 12 stycznia 1942(dts)    | Unno von Fischel, Oberleutnant zur See     | VIIC   | HMS „Unbeaten”       | Morze Śródziemne   | 42 (1 ocalały)      | U-374 nie mógł się zanurzyć z powodu uszkodzeń zadanych dwa dni przed zatonięciem przez HMS „Legion” i Hr.Ms. „Isaac Sweers” | [ 31 ] [ 32 ] [ 33 ] |
| U-486  | 12 kwietnia 1945(dts)    | Gerhard Meyer, Oberleutnant zur See        | VIIC   | HMS „Tapir”          | Morze Północne     | 48 (brak ocalałych) | U-Boot wyposażony w powłokę Alberich                                                                                         | [ 34 ] [ 35 ] [ 36 ] |
| U-537  | 9 listopada 1944(dts)    | Peter Schrewe, Kapitänleutnant             | IXC/40 | USS „Flounder”       | Morze Jawajskie    | 58 (brak ocalałych) | | [ 37 ] [ 15 ] [ 38 ] |
| U-639  | 28 sierpnia 1943(dts)    | Walter Wichmann, Oberleutnant zur See      | VIIC   | S-101                | Morze Karskie      | 47 (brak ocalałych) | | [ 39 ] [ 40 ] [ 41 ] |
| U-644  | 7 kwietnia 1943(dts)     | Kurt Jensen, Oberleutnant zur See          | VIIC   | HMS „Tuna”           | Morze Północne     | 45 (brak ocalałych) | | [ 42 ] [ 43 ]        |
| U-771  | 11 listopada 1944(dts)   | Helmut Block, Oberleutnant zur See         | VIIC   | HMS „Venturer”       | Morze Norweskie    | 51 (brak ocalałych) | | [ 44 ] [ 45 ]        |
| U-859  | 23 września 1944(dts)    | Johann Jebsen, Kapitänleutnant             | IXD2   | HMS „Trenchant”      | Cieśnina Malakka   | 47 (20 ocalałych)   | | [ 46 ] [ 47 ] [ 48 ] |
| U-864  | 9 lutego 1945(dts)       | Ralf-Reimar Wolfram, Korvettenkapitän      | IXD2   | HMS „Venturer”       | Morze Północne     | 73 (brak ocalałych) | Jedyny znany przypadek zatopienia, gdy obie jednostki pozostawały w zanurzeniu                                               | [ 49 ] [ 50 ] [ 51 ] |
| U-974  | 19 kwietnia 1944(dts)    | Heinz Wolff, Kapitänleutnant               | VIIC   | KNM „Ula”            | Morze Północne     | 42 (8 ocalałych)    | Rozbitków, w tym dowódcę, uratował eskortujący U-Boota trałowiec M 407; Wolff następnego dnia objął dowództwo U-985          | [ 52 ] [ 53 ]        |
| U-987  | 15 lipca 1944(dts)       | Hilmar-Karl Schreyer, Oberleutnant zur See | VIIC   | HMS „Satyr”          | Morze Północne     | 53 (brak ocalałych) | | [ 54 ] [ 55 ] [ 56 ] |
| UIT-23 | 14 lutego 1944(dts)      | Werner Striegler, Oberleutnant zur See     | Liuzzi | HMS „Tally-Ho”       | Cieśnina Malakka   | 26 (14 ocalałych)   | Ex-włoski „Reginaldo Giuliani”                                                                                               | [ 57 ] [ 58 ] [ 59 ] |